# Færøerne I - II
|  | Denne artikel er oprettet af botten Steenthbot ud fra en ekstern database. Den kan derfor have sproglige fejl eller mangler. Denne skabelon kan fjernes efter kontrol af indholdet. |

Færøerne I - II er en dansk undervisningsfilm fra 1950 instrueret af Erik R. Knudsen og efter manuskript af Heine S. Heinesen.

## Handling
Klipper, fjelde, hav, robåd sættes i vandet, sæler og søpapegøjer, fiskeri, Mykines, fisk til tørring, tørv skæres, fåreavl, uld vaskes i fos, malkepiger i fjeldet, uld behandles og kartes, færinger i nationaldragter, Kirkebø med historiske minder, kirkeruin, skibsfart, skibsværft, tinganes, Olaidagen fejres med sportsarrangementer, Klaksvig.